# Giambattista Vico

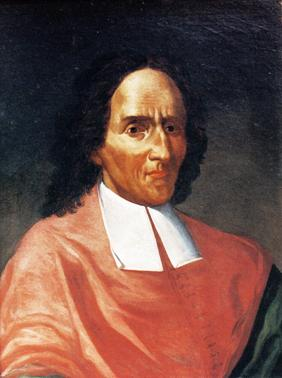
Giambattista Vico

Giambattista Vico (auch Gian Battista, Giovan Battista; * 23. Juni 1668 in Neapel; † 23. Januar 1744 ebenda) war ein italienischer Geschichts- und Rechtsphilosoph, der sich mit Aufstieg und Niedergang von Zivilisationen befasste. Vico gilt als der Begründer der Völkerpsychologie und der neuzeitlichen spekulativen Geschichtsphilosophie. 

## Leben
In seiner Autobiographie schrieb Vico, dass er im Alter von sieben Jahren von einer Leiter gefallen sei, sich einen Schädelbruch zugezogen habe und fünf Stunden lang bewusstlos gewesen sei. Seitdem, so Vico, sei er melancholisch und reizbar geworden. Mit zehn Jahren besuchte er in Neapel eine Grammatikschule, in der er in Eigenarbeit so viel lernte, dass er eine Klasse überspringen durfte.
Als er sich im Jesuitenkolleg Neapel benachteiligt fühlte, zog er sich nach Hause zurück, um dort erneut im Selbststudium das grammatische Lehrbuch des portugiesischen Jesuiten Manuel Álvares (1526–1583) De institutione grammatica durchzuarbeiten. Von seinem Lehrer auf die Logik des Paul von Venedig hingewiesen, versuchte er, auch dieses Werk allein zu meistern, doch überforderte sich der junge Vico derart, dass er für eineinhalb Jahre seine Studien ganz bleiben ließ. Nach Ablauf dieser Zeit trat er in die Accademia degli Infuriati in Neapel ein und beschäftigte sich dort mit den Werken von Duns Scotus und Francisco Suárez. Auf Grund der sich verschlechternden wirtschaftlichen Situation seiner Eltern brach er seine Studien an der Akademie ab und trat 1684 in den Dienst des Domenico Rocca ein, dessen Sohn er in Rechtswissenschaft unterrichtete. Gleichzeitig erarbeitete er sich im Selbststudium die Werke des Francisco Suárez und betrieb erste juristische und rechtsphilosophische Forschungen. Sein Interesse galt verstärkt der Arbeit an einer alles umfassenden Studien- und Erkenntnismethode. Zudem schrieb er Gedichte in lateinischer Sprache.
In den folgenden neun Jahren beschäftigte sich Vico als Autodidakt mit Augustinus, Lorenzo Valla, Cicero und einigen lateinischen Dichtern. Von den neuen philosophischen Entwicklungen des Atomismus und Cartesianismus hörte er während seiner Tätigkeit als Hauslehrer nur sehr wenig, und er war über die Präsenz vor allem des Cartesianismus in Neapel bei seiner Rückkehr 1693 überrascht.
1696 erschien Vicos erste Publikation, eine Vorrede zu einem Band mit Eulogien an den Grafen von San Stefano, den Vizekönig von Neapel, mit dem er seinen Ruf als Gelehrter begründete. 1697 wurde er auf den Lehrstuhl für Rhetorik an der Universität Neapel berufen. In dieser Zeit formulierte er seinen Grundgedanken zur Metaphysik: Alles menschliche und göttliche Wissen sei auf ein Prinzip zurückzuführen.
1699 heirateten Giambattista Vico und Teresa Caterina Destito. Das Ehepaar hatte acht Kinder, von denen fünf das Kindesalter überlebten.
1709 veröffentlichte er die Abhandlung De nostri temporis studiorum ratione. In seiner Schrift aus dem Jahre 1710 De antiquissima Italorum sapientia ex linguae Latinae originibus eruenda („Über die älteste Weisheit der Italiker, wie sie aus den Ursprüngen der lateinischen Sprache zu erschließen ist“) entwickelte er einige seiner später weitergeführten Überlegungen zur Metaphysik. 1716 erschien eine Historiografie über Antonio Caraffa, 1720–22 Il diritto universale, 1725 und 1731 seine Autobiographie Vita di Giambattista Vico scritta da se medesimo. 1725 kam die erste Version seines Hauptwerkes Scienza Nuova („Neue Wissenschaft“; später genannt Scienza Nuova Prima) heraus. Nach umfassender Überarbeitung erschien 1730 eine zweite Version.
Vico war 1723 mit seinem Versuch gescheitert, den besser bezahlten Lehrstuhl für Rechtswissenschaft in Neapel zu erhalten. 1734 wurde er Hofhistoriograph bei König Karl VI. von Neapel. Auf seinen Lehrstuhl für Rhetorik folgte ihm 1741 sein Sohn Gennaro Vico.
Zu seinen Lebzeiten blieben Vicos Thesen relativ unbekannt. Nach seinem Tod gewannen seine Ansichten zunehmend an Bedeutung.

## Werk
Seine früheren Schriften werden meist benutzt, die Entwicklung seiner Ideen nachzuvollziehen, wie er sie in seinem Hauptwerk Scienza Nuova darlegte. So stellte er in De nostri temporis… die Frage, wie man besser Erkenntnis gewinnen könne, mit der „modernen“ Methode oder jener der antiken Autoren. Unter der modernen Methode verstand Vico die cartesianische Logik, die Untersuchungen auf naturwissenschaftlichem Gebiet ermögliche, die den Alten unzugänglich gewesen seien. Mit Betonung dieser Instrumente der philosophischen Kritik und der „geometrischen Methode“ vernachlässige man jedoch die Einbildungskraft, die Intuition und die Erinnerung, obwohl diese doch zentral seien für Lernen sowie komplexes Denken und damit für die Wahrheitsfindung. Vico war entschieden dafür, beide Methoden zu kombinieren und plädierte für eine umfassende humanistische Ausbildung junger Menschen. Diese Überlegungen führte er in De Antiquissima… fort und kam zum Schluss, dass Sprachgeschichte eine Quelle der Geschichtsforschung allgemein sein könne – ein Argument, das später Herder stark beeinflusste.
In seiner Lebensbeschreibung betonte Vico die Bedeutung der Autoren, denen er sich am meisten verpflichtet fühlte: Platon, Tacitus, Francis Bacon und dem frühen Aufklärer Hugo Grotius sowie den Dichtern der klassischen Antike. Er beschrieb auch, wie ihm der Gedanke an ein Naturgesetz kam, das die Entwicklung des römischen Rechtswesens erklären könnte. Von hier aus war der Schritt zur Vorstellung von einem universell gültigen Naturgesetz bezüglich der Natur- und Kulturgeschichte nicht mehr weit. Dies wurde der Grundgedanke der Scienza Nuova, demzufolge eine „Philosophie und Philologie der Menschheit“ existiert, aus der sich eine unendliche Ideal-Geschichte ableitet, in die er die nationalen Historien eingebettet sah, eine jede mit ihrem spezifischen Aufstieg, mit Entwicklung, Kulmination, Verfall und Abstieg.
In der Scienza Nuova fasste Vico alles zusammen, was er in früheren Schriften entwickelt hatte, und führte seine Ideen weiter aus. Der scholastischen Gleichung: Verum est ens – das Sein ist die Wahrheit – stellte er seine Formel entgegen: Verum quia factum. Als wahr erkennbar ist nur das, was wir selbst gemacht haben. Diese Aussage führte ihn über die Ablösung der scholastischen Metaphysik hinaus; er wies auch die cartesianische Erkenntnistheorie zurück: Denn der menschliche Geist könne nicht erkennen, wie er selbst funktioniert, da er seine Erkenntnisobjekte selbst gestalte („wie auch das Auge alles sehen kann, nur nicht sich selbst“). Damit hatte für Vico das erste Prinzip Descartes’ – nach dem man nichts für wahr halten soll, was nicht so klar und deutlich erkannt ist, dass es nicht in Zweifel gezogen werden kann – keinen Bestand. Die Reduzierung menschlicher Erkenntnis auf die geometrische Methode hält er für einen Selbstbetrug, der darauf beruht, dass der Mensch sich zum Maß aller Dinge macht. Stattdessen müsse man, so Vico, die Ursprünge und die Entwicklung der Phänomene untersuchen; und wenn nur das „wahr“ ist, was wir selbst gestaltet haben, dann bedeute Wissenschaft nicht nur Kenntnis dieser Ursachen, sondern auch ihre eigene Weiterentwicklung. Damit führte Vico das Element der Dynamisierung in die Erkenntnistheorie ein – eine radikale Neuerung in der europäischen Geistesgeschichte.
Weiter unterschied er zwischen dem „Wahren“ und dem „Sicheren“, die sich einerseits im Gegensatz der ewigen und universalen Wissenschaft und des individuellen und vergänglichen Bewusstseins, zum anderen in jenem der oben genannten Begriffen Philosophie und Philologie zeigten. Nach Vico schließen sich rational betriebene „Philosophie“ und die Gesellschaftswissenschaften („Philologie“ wie Vico sie sah) gegenseitig aus und bleiben – jede für sich gesehen und betrieben – nur leere Abstrakta. Erst beide zusammen ermöglichen vollständige Einsicht in das Wesen der Dinge und in Kausalketten: Philosophie liefert universale Wahrheit und Philologie Sicherheit im Einzelfall.
Mit seiner „Philologie“ – der Natur- und Kulturgeschichte – postulierte Vico in Scienza Nuova ein allgemeingültiges Muster, dem alle Gesellschaften (Reiche, Völker, Kulturen) folgen. Es spiegelt sich in den Sprachen, den Sitten, den Gesellschafts- und Regierungsformen, dem Rechtswesen usw. und wird in Form eines Gemeinsinnes an die folgenden Generationen weitergegeben. Geschichte im philosophischen Sinn ist demnach „wahr“, also ideal und ewig, und reflektiert die göttliche Ordnung und Vorsehung.
Die Entstehung und Entwicklung der Nationen führte er auf zwei Organisationsformen zurück: das „göttlich-heroische Zeitalter“, das auf Erinnerung und Phantasie beruhe, und das „Zeitalter der Menschen“, das auf Reflexion zurückgehe. Dieser Dichotomie entsprechen Poesie und Philosophie bzw. – aufgrund der Doppelnatur des Menschen – Gefühl und Geist. Gesellschaftliche Einrichtungen entstehen zunächst aus unmittelbarer Sinneserfahrung, reinem Gefühl und aus der kindlichen Fähigkeit zur Nachahmung. Da die Menschen in der Kindheit der Welt – naturgegeben – Poeten waren, lassen sich Ursprung und Evolution der Nationen in ihrer dichterischen Wahrheit aufspüren: in Mythen, der Struktur früher Sprachen und polytheistischen Religionen. Diese Metaphysik kann nicht rational und abstrakt gewesen sein, argumentiert Vico. Vielmehr war sie Ausfluss ihrer Poesie, geboren aus ihrer Unwissenheit, „denn Unwissenheit – die Mutter des Wunders – machte ihnen alles wundersam“. Aus dieser urtümlichen Metaphysik leitete Vico verschiedene „poetische“ Bereiche ab: Poetische Moral beruht auf Frömmigkeit und Scham, poetische Ökonomie entstand aus den Konzepten von Fruchtbarkeit und familiären Beziehungen, poetische Kosmographie bevölkerte den Himmel und die Unterwelt mit Göttern usw.
Mit wachsender Fähigkeit der Menschen zur Reflexion jedoch ist die Einbildungskraft schwächer geworden, Denken auf der Basis von Vernunft hat Dichtung als Form des Verstehens langsam abgelöst. Darin spiegelt sich auch ein – von der Vorsehung gesteuerter – stetiger Aufstieg der jeweiligen Gesellschaft. Aus barbarischen Anfängen kommend tendiert sie mehr und mehr zu vernünftigem, humanem Verhalten. Regelsetzung ermöglicht Handel, militärische Stärke und damit allgemeine Wohlfahrt. Zugleich befähigt der Übergang von poetischem zu rationalem Bewusstsein Einzelne, diese Natur- und Kulturgeschichte zu durchleuchten – z. B. manifestiert in Form und Inhalt der Scienza Nuova selbst. Dieser Kultur- und Geschichtsoptimismus ist typisch für viele Aufklärer.
Diese Vorstellung stetigen Fortschritts relativierte Vico jedoch zugleich durch ein zyklisches Geschichtsdenken. Danach folgte noch auf jede Kulminationsphase ein Abstieg, nämlich die Rückkehr verderblicher Sitten der Heroenzeit; dieses „zweite Barbarentum“ wandelte sich dann wieder in die primitive Einfachheit der Frühzeit, aus der ein erneuter Aufschwung („curso“) möglich ist. Ebendiesen sah Vico in seiner eigenen Zeit manifestiert in der „wahren“ christlichen Religion, den Monarchien des Absolutismus und der beginnenden Aufklärung.
Außergewöhnlich für seine Zeitgenossen ist auch Vicos Theorie zur Entstehung von Homers Ilias und Odyssee (Abschnitt „Entdeckung des wahren Homer“ in Scienza Nuova): Da die vulgären Gefühle und Sitten im heroischen Zeitalter einem wilden und irrationalen Zustand entsprachen, könne die homerische Dichtung nicht die esoterische Weisheit eines Einzelnen sein, sie repräsentiere vielmehr die poetischen Fähigkeiten des griechischen Volkes insgesamt. Der Dichter von Ilias und Odyssee habe nie (als Individuum) existiert; vielmehr hätten die griechischen Sänger in ihrer Gesamtheit die Idealvorstellung des einen Dichters imaginiert.

## Sprachphilosophie
Zunehmende Beachtung findet Vicos Sprachphilosophie, die mit den Überlegungen zur politischen Entwicklung der Menschheit eng verbunden ist. In den drei geschichtlichen Zeitaltern verkörpert sich das menschliche Denken in göttlicher, heroischer und menschlicher „Sprache“, das heißt in drei unterschiedlichen Zeichenformen: Die frühen Menschen sind wesentlich Poeten, die in „poetischen Charakteren“ denken und sprechen, aus denen sich dann „Symbole“ und schließlich die Lautsprache entwickeln. Mit dem linguistic turn der modernen Philosophie ist Vicos Philosophie als erste sprachliche Wende der Philosophie erkannt worden.
Vico weist darauf hin, dass sich der Mensch in seiner Sprache vielfach körperlicher Metaphorik bedient, um die Umwelt zu konzeptualisieren.
In der Scienza Nuova schreibt er:

„Bemerkenswert ist, dass in allen Sprachen der größte Teil der Ausdrücke für unbeseelte Dinge auf sie übertragen worden ist vom menschlichen Körper und seinen Teilen, von den menschlichen Sinnen und den menschlichen Leidenschaften. Zum Beispiel Haupt für Gipfel oder Anfang; Stirn, Schultern für vorne und hinten; Augen von den Reben und von dem, was das in die Häuser hereinbrechende »Licht« genannt wird; Mund für jede Öffnung; Lippe für den Rand eines Gefäßes oder sonst eines Gegenstandes; Zahn vom Pflug, Rechen, der Säge, dem Kamm; Bart für die Wurzeln; Zunge vom Meer; Rachen oder Schlund von Flüssen oder Bergen; Hals von der Erde; Arm vom Fluss; Hand für eine kleine Anzahl; Busen vom Meer, nämlich der Golf; Flanken und Seiten für die Kanten; Küste <ital.: costiera; von Rippe> vom Meer; Herz für die Mitte (was bei den Lateinern »umbilicus« <Nabel> heißt); Bein oder Fuß von Ländern, und Fuß für Ende; Sohle für Basis oder Grundlage; Fleisch, Knochen von Früchten; Ader von Wasser, Fels, Bergwerk; Blut von der Rebe, nämlich der Wein; Eingeweide von der Erde; es lacht der Himmel, das Meer; es pfeift der Wind; es murmelt die Welle; es seufzt ein Körper unter einer großen Last.“

Vico sah in der menschlichen Tendenz, die Welt zu anthropomorphisieren, eine Beschränkung des menschlichen Intellekts, die er heranzieht, um rationalistische Metaphysik zu kritisieren:

„Das alles folgt aus jenem Grundsatz, dass »der unwissende Mensch sich selbst zur Regel des Weltalls macht« (120], wie er in den angeführten Beispielen aus sich selbst eine ganze Welt gemacht hat. Denn wie die rationale Metaphysik lehrt, dass »homo intelligendo fit omnia« <der Mensch durch das Begreifen alles wird>, so beweist diese Metaphysik der Phantasie, dass »homo non intelligendo fit omnia« <der Mensch durch das Nicht-Begreifen alles wird>; und vielleicht liegt in diesem Satz mehr Wahrheit als in jenem, denn durch das Begreifen entfaltet der Mensch seinen Geist und erfasst die Dinge, doch durch das Nicht-Begreifen macht er die Dinge aus sich selbst, verwandelt sich in sie und wird selbst zum Ding.“

## Nachwirkung
Die Wirkung seiner Überlegungen geht weit über die Philosophie hinaus und berührt Gebiete wie Anthropologie, Kulturgeschichte, Hermeneutik oder Literaturkritik. Er wird heute als außergewöhnlich origineller Denker gesehen, der zentrale Strömungen der Geisteswissenschaften beeinflusst hat. So gilt er als einer der Begründer der Kulturwissenschaft. In der Soziologie wird er als Soziologe vor Begründung des Faches angesehen.
In Frankreich waren Montesquieu, Rousseau und wahrscheinlich auch Denis Diderot mit Vicos Ansichten vertraut; im hispanischen Sprachraum wurde sein Werk sowohl von den wichtigsten Denkern der Aufklärung Spaniens (z. B. Gaspar Melchor de Jovellanos) wie auch Hispanoamerikas (z. B. die Gruppe der 1767 verbannten Jesuiten, allen voran von dem Mexikaner Francisco Javier Clavijero, dem Chilenen Juan Ignacio Molina und dem Ecuadorianer Juan de Velasco) rezipiert und weitergedacht; in Deutschland zieht sich eine Kette von Johann Georg Hamann über Herder, Goethe bis zu Friedrich Heinrich Jacobi; in England begann die Verbreitung seiner Werke mit Samuel Taylor Coleridge, in Italien mit seinem Schüler Antonio Genovesi. Die Grundstruktur von Finnegans Wake von James Joyce folgt der Scienza Nuova; Joyce schrieb: „My imagination grows when I read Vico as it doesn't when I read Freud or Jung.“

## Ausgaben
Gesamtausgaben
- Opere di Giambattista Vico. Precedute da un discorso di Giulio Michelet sul sistema dell'autore. Tip. della Sibilla, Napoli 1834.
  - Band 1 (Digitalisat)
  - Band 2 (Digitalisat)
- Opere. 8 Bände. Stamperia de Classici Latini, Napoli 1858–1860.
- Opere di Giambattista Vico. Hrsg. von Francesco Sav. Pomodoro. 2. Aufl. 8 Bände. in 4 Bänden. Napoli 1858–1869. (Reprint Zentralantiquariat der DDR, Leipzig 1970)
- Opere. 8 Bände. A cura di Fausto Nicolini. Laterza, Bari 1911–1941.
- Tutte le opere di Giambattista Vico. Introduzione Francesco Flora. Mondadori, Milano 1957.

Einzelne Werke
- De nostri temporis studiorum ratione, Neapel 1708
  - Vom Wesen und Weg der geistigen Bildung. In: Peter Fischer (Hrsg.): Technikphilosophie. Reclam, Leipzig 1996, ISBN 3-379-01566-0, S. 99–110.
- De antiquissima Italorum sapientia ex linguae Latinae originibus eruenda libri tres, Neapel 1710 (von den geplanten drei Bänden wurde aber nur der erste, der Liber metaphysicus fertiggestellt)
  - Liber metaphysicus (De antiquissima Italorum sapientia liber primus): 1710. Aus dem Lateinischen und Italienischen ins Deutsche übertragen von Stephan Otto und Helmut Viechtbauer. Fink, München 1979, ISBN 3-7705-1719-9
- Institutiones oratoriae, 1711
- Prima risposta, 1711 (Antwort auf Einwände gegen den Liber metaphysicus)
- Seconda risposta, 1712 (ebenso)
- De rebus gestis Antonii Caraphaei, 1716 (Antonio Caraffa war ein zeitgenössischer Feldherr, sein Neffe Vicos Schüler)
- De universi iuris uno principio et fine uno, Neapel 1720 (von Vico selbst später, zusammen mit dem Folgenden, Il diritto universale genannt)
- De constantia iurisprudentis, 1721
- Principj di una Scienza Nuova d'intorno alla commune Natura delle Nazioni, Neapel 1725 (sog. Scienza nuova prima)
  - Die Erste Neue Wissenschaft (1725). ("Erste Ausgabe" von Vicos »Scienza nuova« von 1725). Übers. u. mit einer Einleitung hrsg. v. Jürgen Trabant. 1. Auflage. Felix Meiner, Hamburg 2022. ISBN 978-3-7873-4231-0.
- Vita di Giambattista Vico scritta da sé medesimo, in: Angelo Calogerà: Raccolta di opuscoli scientifici e filologici I, Venedig 1728, S. 145–256
  - Autobiographie. Übers. v. Vinzenz Rüfner. Occident-Pantheon, Zürich/Brüssel 1948.
- Cinque libri de' Principj di una Scienza Nuova d'intorno alla commune Natura delle Nazioni, Neapel 1730 (2. Fassung)
- Principi di Scienza Nuova d'intorno alla commune Natura delle Nazioni, Neapel 1744 (3., nochmals erweiterte Fassung)
  - Grundzüge einer Neuen Wissenschaft über die gemeinschaftliche Natur der Völker. Übers. v. Ernst Wilhelm Weber. F. A. Brockhaus, Leipzig 1822 (online).
  - Die neue Wissenschaft von der gemeinschaftlichen Natur der Nationen. Auswahl, Übersetzung und Einleitung von Ferdinand Fellmann. Vittorio Klostermann, Frankfurt am Main 1981, ISBN 3-465-01482-0.
  - Prinzipien einer neuen Wissenschaft über die gemeinsame Natur der Völker. Übers. u. hrsg. v. Vittorio Hösle u. Christoph Jermann. Meiner, Hamburg 1990, ISBN 3-7873-0791-5 (Bd. 1), ISBN 3-7873-0792-3 (Bd. 2).
  - Die neue Wissenschaft über die gemeinschaftliche Natur der Völker. Übers. v. Erich Auerbach (stark gekürzt). 2. Auflage. De Gruyter, Berlin/New York 2000, ISBN 3-11-016890-1.